# Röd serov
Röd serov (Capricornis rubidus) är ett partåigt hovdjur i underfamiljen getdjur som förekommer i södra Asien.
Capricornis rubidus är inte den enda seroven med mer eller mindre tydlig rödaktig päls och därför är taxonets utbredning jämförd med andra serover inte helt klart. I motsats till andra serover har arten hår som är svarta vid roten vad som inte syns genom enkel iakttagelse. Röd serov når en kroppslängd (huvud och bål) av 140 till 155 cm, en mankhöjd av 85 till 95 cm, en svanslängd av 8 till 16 cm och en vikt mellan 110 och 160 kg. Det finns inga tydliga skillnader mellan honor och hannar. Horn förekommer hos båda kön. Individernas päls är oftast rödbrun med en mörk längsgående linje på ryggens topp. På buken förekommer vit päls och dessutom är en fläck på strupen vit. Kring axlarna kan lite längre hår bilda en man. Röd serov kännetecknas liksom andra släktmedlemmar av spetsiga öron, av en ganska yvig svans och av horn som är lite böjd.
Artens kända utbredningsområde ligger i norra Myanmar och den når troligen västra Burma. Antagligen vistas arten i bergstrakter med branta sluttningar och med klippor. Regionen är täckt av skog.
Antagligen parar sig några individer i norra delen av utbredningsområdet med kinesisk serov (Capricornis milneedwardsii) så att hybrider uppstår. Levnadssättet antas vara lika som hos andra släktmedlemmar.
Djurets horn säljs till Thailand. De fästas vid tupparnas ben innan tuppen deltar i tuppfäktning. På så sätt är attackerna intensivare. Jakt på servorer för köttets skull är vanligt förekommande i södra Asien. Internationella naturvårdsunionen uppskattar att hela beståndet minskar med upp till 30 procent under de följande 21 åren (tre generationer) och listar arten som nära hotad (NT).